# Antonio Permunian
Antonio Permunian (* 15. oder 16. August 1930 in Bellinzona; † 5. März 2020 ebenda) war ein Schweizer Fussballtorhüter.

## Karriere

### Verein
Permunian begann seine Profilaufbahn 1948 beim Erstligisten AC Bellinzona. In seiner ersten Spielzeit 1947/48 gewann der damals 18-Jährige mit der Mannschaft den ersten und bislang einzigen Meistertitel der Vereinsgeschichte. Nach dem Abstieg seines Stammklubs in die Nationalliga B wechselte er 1960 zum Erstligisten FC Luzern. 1966 kehrte er zur AC Bellinzona zurück. In jener Spielzeit 1966/67 stieg er mit der Mannschaft in die Nationalliga A auf, bevor er 1968 im Alter von 38 Jahren seine aktive Karriere beendete. Insgesamt absolvierte der Torhüter 439 Partien in der höchsten Schweizer Spielklasse.

### Nationalmannschaft
Permunian debütierte am 24. Juni 1951 bei der 3:7-Niederlage im Freundschaftsspiel gegen Jugoslawien für die Schweizer A-Nationalmannschaft. Bis 1962 absolvierte er insgesamt elf Länderspiele. Im selben Jahr wurde er von Trainer Karl Rappan in das Aufgebot der Eidgenossen für die Weltmeisterschaft 1962 berufen. Der Tessiner kam allerdings nicht zum Einsatz, sein Land schied punktelos in der Gruppenphase aus.